# Ujung-Ujung
Ujung-Ujung is een bestuurslaag in het regentschap Semarang van de provincie Midden-Java, Indonesië. Ujung-Ujung telt 2796 inwoners (volkstelling 2010).